# 小田栄駅
小田栄駅（おださかええき）は、神奈川県川崎市川崎区小田栄一丁目にある、東日本旅客鉄道（JR東日本）南武線支線（南武支線・浜川崎支線）の駅である。駅番号はJN 53。

## 歴史

### 小田栄新駅の構想
商業施設やマンションの建設などにより飛躍的に人口が増加している小田栄地区の交通利便性向上とまちづくり推進を念頭に、JR東日本が自治体と連携して鉄道の利便性向上・利用拡大を目指す「戦略的新駅」第1号として検討されていた駅である。2015年（平成27年）1月29日にJR東日本と川崎市が南武線周辺のイメージアップおよび子育て環境の向上等を目的とする包括連携協定を締結し、その第1弾として新駅の設置構想が具体化した。川崎市内にJRの新駅が開業するのは、JR設立後初となる。また、横浜支社管内の新駅設置も1996年（平成8年）に支社が発足して以後初であり、現在の支社管内に相当する区間で新たな旅客駅が設置されたのは、JR化最初期の1988年（昭和63年）3月13日に開業した横浜線古淵駅以来、28年ぶりとなり、南武線では、西府駅開業以来7年振りの新駅開業となった。

### 駅名の決定
駅名については、2015年8月5日から21日まで地元住民を対象に行われた一般投票により、「小田栄」（おださかえ）・「小田川崎」（おだかわさき）・「小田弥栄」（おだやさか）の3案から選ばれ、同年9月4日の投票結果で「小田栄」が投票総数1,125票中889票を集め最多となった。その結果を踏まえ、同月24日に同支社が名称を「小田栄駅」とすることを発表した。

### 地元の反応
地元の住民からは、武蔵小杉駅で乗り換えて東京方面への移動が速くなることを期待する声がある一方、南武支線の運行本数の少なさや川崎駅に直結していない点、バスの利便性などから駅ができても利用しないのではないか、という意見もあった。ただし、運行本数については開業と同時に列車の増発が行われている。

### 年表
- 2015年（平成27年）
  - 1月29日：川崎新町駅 - 浜川崎駅間に新駅の設置を検討中と発表[新聞 1][報道 1]。
  - 7月31日：JR東日本と川崎市が川崎新町駅 - 浜川崎駅間の新駅に関する基本協定を締結する[報道 5]。
  - 9月24日：駅名を「小田栄駅」に決定[報道 3]。
- 2016年（平成28年）3月26日：開業[報道 4]。
- 2020年（令和2年）3月14日：本設化[報道 6]。運賃計算特例を廃止し、当駅発着運賃を設定[報道 6]。

## 駅構造
相対式ホーム2面2線を有する地上駅。駅の建設に関して「低コスト化・短工期化」を掲げており、当駅は簡易的構造の無人駅である（尻手駅管理）。いずれのホームにも車いす対応スロープと簡易Suica改札機、乗車駅証明書発行機が設置されている。
踏切上で道路がX字に交差している小田踏切を基点として対角線上に上下線ホームが配置され（いわゆる千鳥式）、踏切北側（小田栄1丁目）が浜川崎方面、踏切南側（小田栄2丁目）が尻手方面のホームとなっている。川崎市は「電気設備の移転を伴わず、工事費を膨らませないようにするため」と説明している。また、「ホーム同士を繋ぐか跨線橋を設置してほしい」という地元住民の意見に対しては、「高圧線がある関係で、跨線橋など車両より上の位置で繋ぐ方法は技術的にも不可能。だが、将来的には地下通路を作るなどの対策を考えていきたい」としている。
平日・土休日とも、当駅始発の下り電車が朝に2本設定されている。

### のりば
| 番線 | 路線   | 方向 | 行先             |
| ---- | ------ | ---- | ---------------- |
| 1    | 南武線 | 上り | 浜川崎方面       |
| 2    | 南武線 | 下り | 八丁畷・尻手方面 |

（出典：JR東日本:駅構内図）

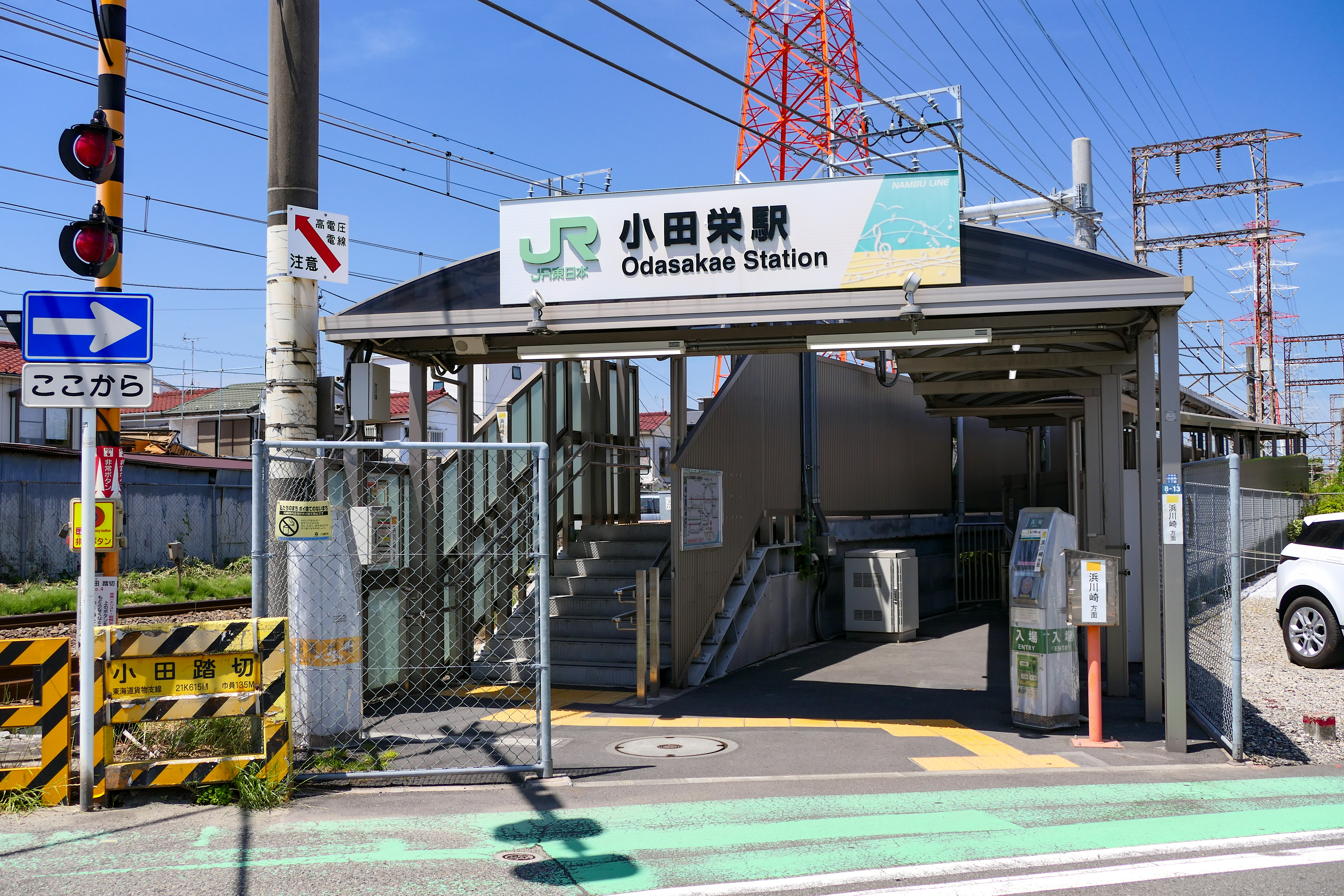
浜川崎方面乗り場と改札口（2023年5月）
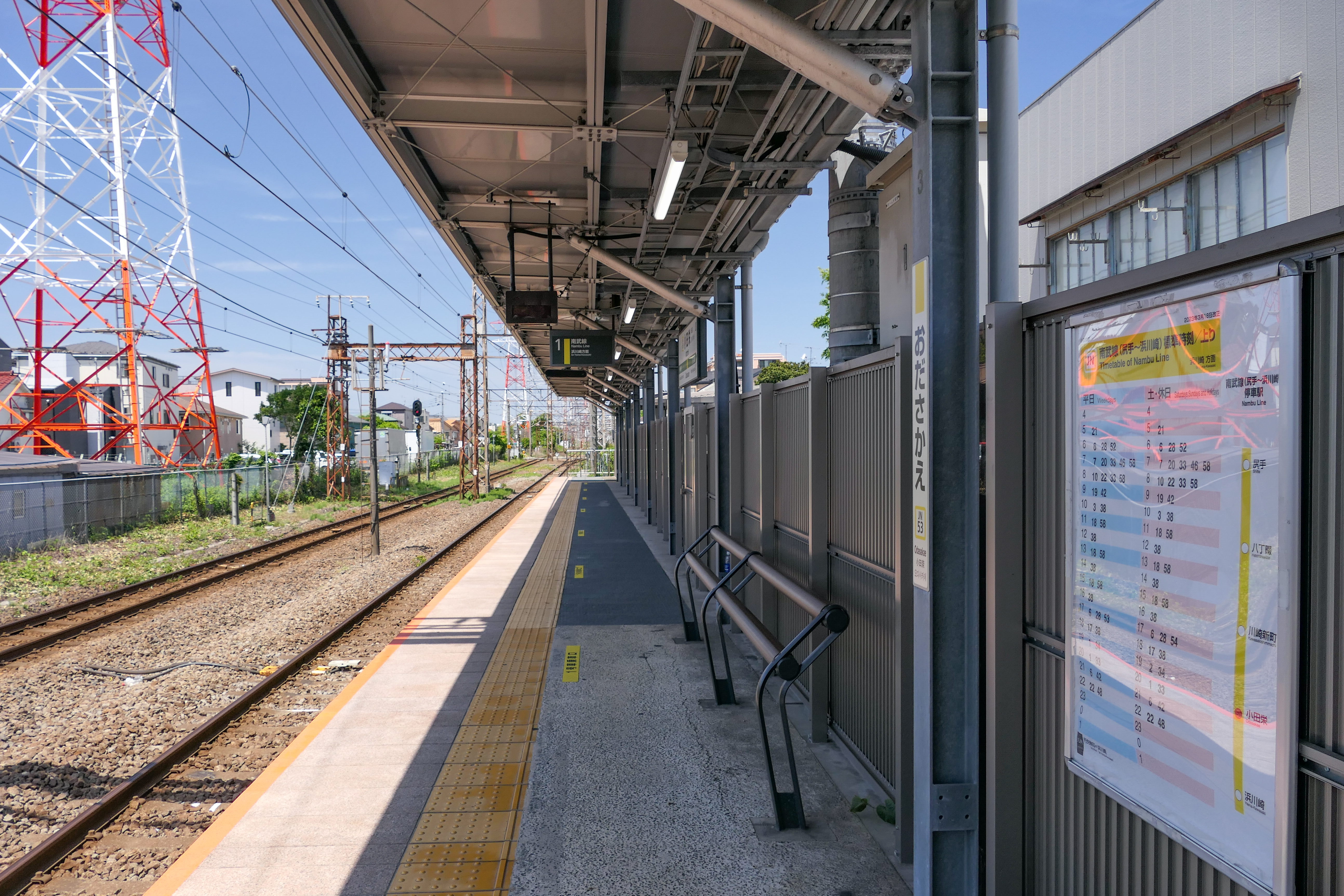
1番線ホーム（2023年5月）
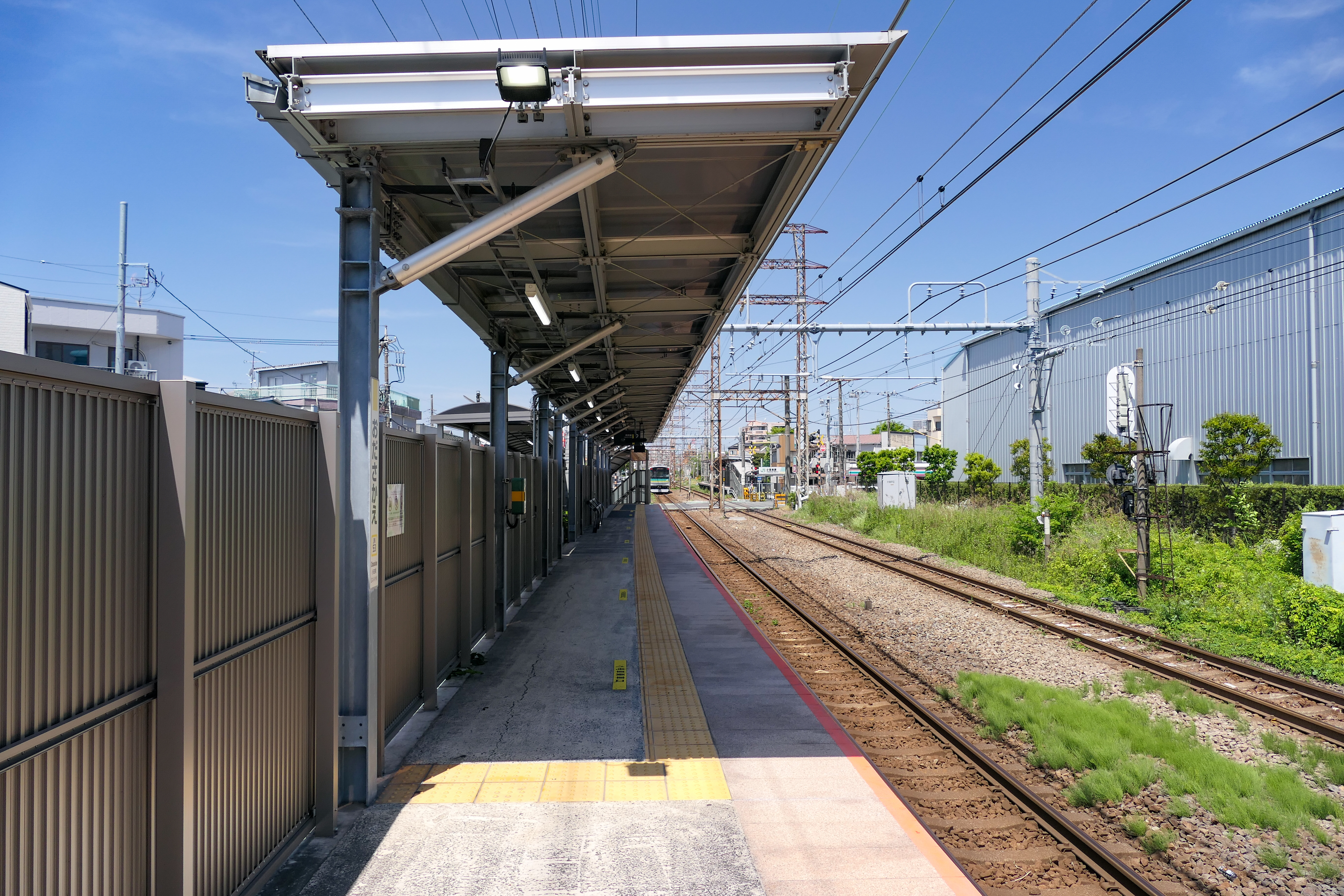
2番線ホーム（2023年5月）
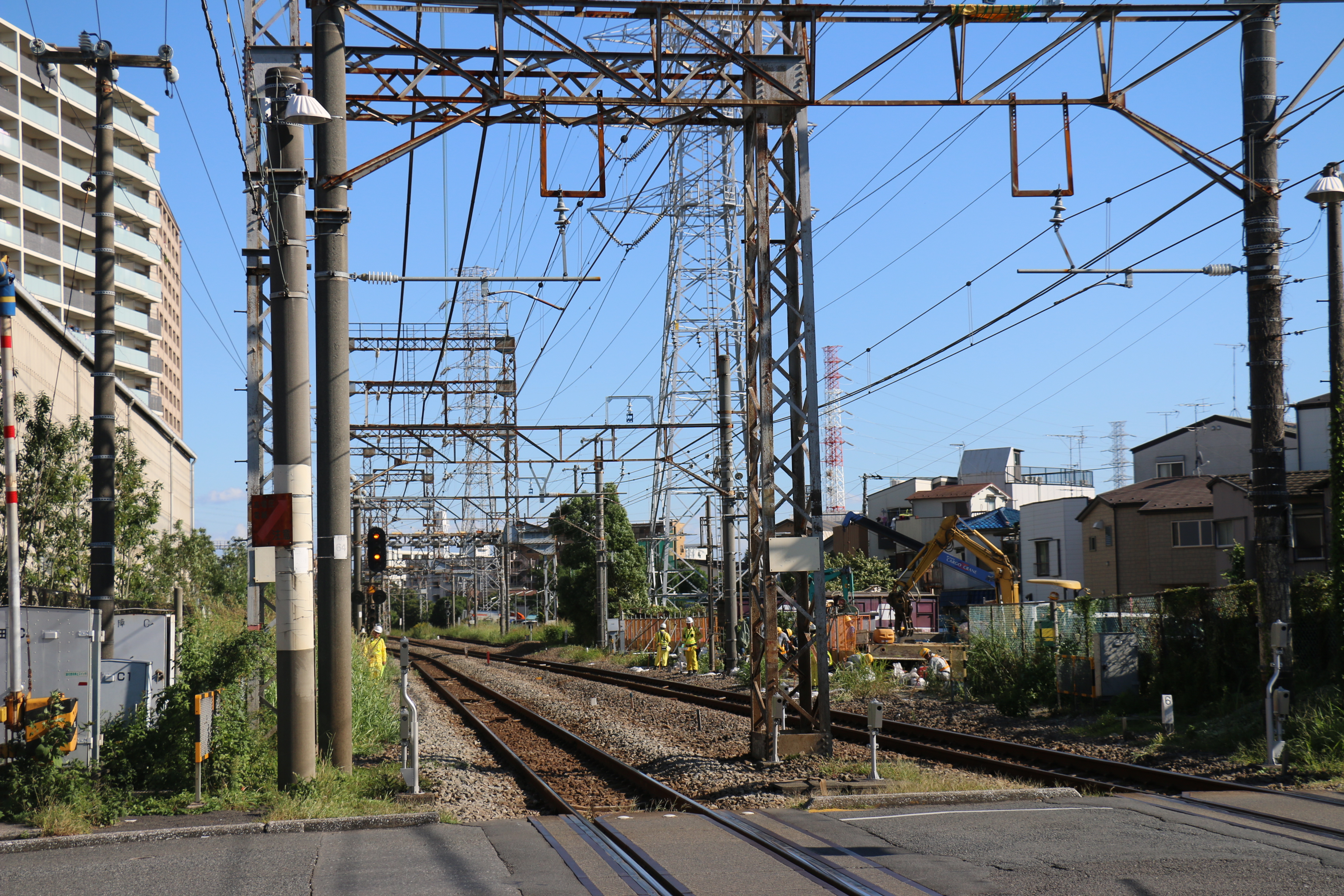
建設中の尻手方面ホーム（2015年10月）

## 利用状況
乗降者数は、駅の整備が定着した段階で1日約3,500人を見込んでいる。
無人駅のため、開業時より具体的な利用者数は公表されていない。ただし、2019年（令和元年）度までは運賃計算上の同一駅として扱われる川崎新町駅の数値に含まれており、同駅の年度別1日平均乗車人員は小田栄駅開業前の2015年（平成27年）度は1,461人であったが、開業後の2016年（平成28年）度は2,261人と大きく増えている。

## 駅周辺

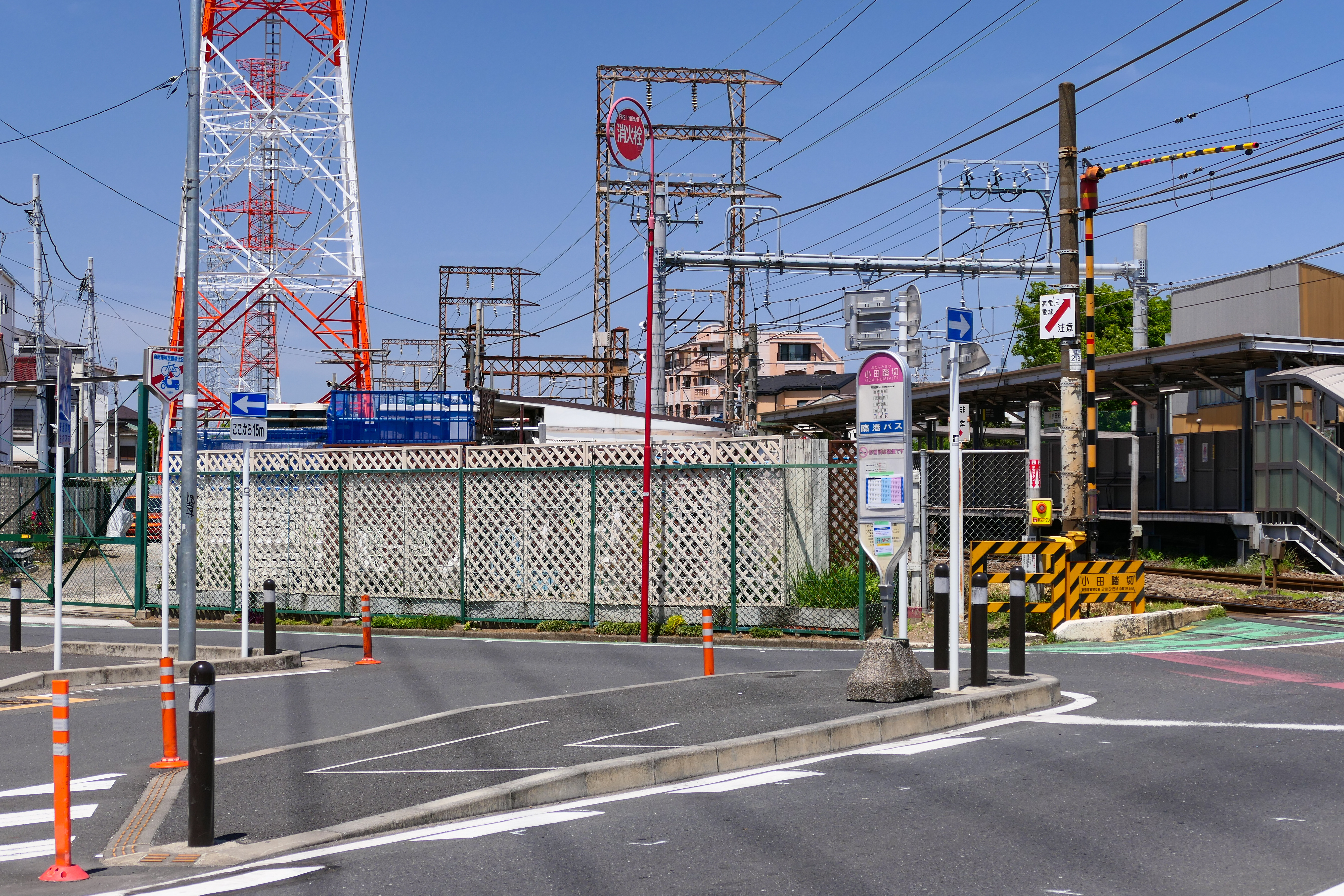
駅前の「小田踏切」停留所（2023年5月）

- イトーヨーカドー 川崎店
- コーナン川崎小田栄モール
  - ホームセンターコーナン 川崎小田栄店
  - ハードオフ コーナン川崎小田栄モール店
  - ノジマ 川崎小田栄店
- 川崎市立東小田小学校
- 川崎鶴見臨港バス「小田踏切」停留所

## 運賃計算の特例
- 当駅は川崎市内にあるが、JRの特定都区市内制度における「横浜市内」の駅として扱われる。
- 川崎新町駅とは駅間距離で700メートルあるが、開業時から2020年（令和2年）3月13日まで、運賃計算上は川崎新町駅と同一駅の扱いとなっていたため[報道 6][新聞 4]、当駅 - 川崎新町駅間のみの利用の場合、IC乗車券では同一駅での乗降とみなされ利用できず[注 2][4]、切符や現金精算（140円）のみの利用となっていた[報道 4]。

※後者の取り扱いは稀な取り扱いであるが、八木西口駅やあしかがフラワーパーク駅でも同様の仕組みを利用していた。

## 隣の駅
東日本旅客鉄道（JR東日本）
 南武線支線（浜川崎支線）
川崎新町駅 (JN 52) - 小田栄駅 (JN 53) - 浜川崎駅 (JN 54)